# Supercup 2024 (basketbal)
De wedstrijd om de Supercup op 11 september 2024 is de 13e editie van de Supercup in het Nederlandse basketbal. Gastheer is de regerend landskampioen Zorg en Zekerheid Leiden uit Leiden. Tegenstander was Heroes Den Bosch uit 's-Hertogenbosch. Leiden won voor de vijfde maal de supercup. Voor de 10e keer werd de wedstrijd gewonnen door de landskampioen.

## Wedstrijd
| 11 september 2024 20.00 Finale Supercup | Zorg en Zekerheid Leiden                        | 87–58   | Heroes Den Bosch   | Sportcomplex 1574, Leiden               |  |
| 11 september 2024 20.00 Finale Supercup | Aaron Cook (18) Brad Greene (10) Aaron Cook (5) | Verslag | Luuk van Bree (15) | Kwartstanden: 22–10, 29–6, 14–25, 22–18 |  |
| 11 september 2024 20.00 Finale Supercup |                                                 |         |                    |                                         |  |
|                                         |                                                 |         |                    |                                         |  |

| Zorg en Zekerheid Leiden | Heroes Den Bosch |

| Supercup 2024                         |
| ------------------------------------- |
| Zorg en Zekerheid Leiden Vijfde titel |